# 宮城孔明
宮城 孔明（みやぎ よしあき、1999年5月6日 - ）は、日本の俳優である。スターダストプロモーション所属。
過去にキリンプロに所属していた。

## 出演

### 舞台
- 冬のひまわり（2007年） - 五十嵐泰三 役

### 映画
- 大停電の夜に（2005年） - じゅんや 役
- 嫌われ松子の一生（2006年） - 笙（幼少） 役
- フィッシュストーリー（2009年）
- men's egg Drummers（2011年）
- スイッチを押すとき（2011年）
- ぼくだけの宿題（2012年） - 主演
- バレンタインナイトメア（2016年）

### テレビドラマ
- シナリオ登龍門　なつのひかり。（2004年、日本テレビ）
- 金曜エンタテイメント　離婚カウンセラー轟木祥子（2004年、フジテレビ） - 真一 役
- ハイビジョン特撮ドラマシリーズ「WoO」（NHK）(2006年4月)
- 月曜ゴールデン 駅弁刑事・神保徳之助1（2007年、TBS） - 北村祐介（幼少） 役
- ニュースウオッチ9（2006年、NHK総合）
- 裸の大将（2008年、フジテレビ） - コタロウ 役
- 東京ゴーストトリップ（2008年、東京メトロポリタンテレビジョン） - 乾光明（幼少） 役
- モンスターペアレント（2008年、フジテレビ） - 正雄 役
- メタボリックバンド（2008年9月）
- 誰も知らない泣ける歌（2008年10月、日本テレビ）
- 侍戦隊シンケンジャー（2009年3月、テレビ朝日）
- 臨場（2009年5月、テレビ朝日） - 赤塚和男 役
- わたしが子どもだったころ〜僕は恐竜に乗らない〜（2009年6月）
- 404NOT FOUND〜シール（2009年10月、NHK）
- 俺たちは天使だ! NO ANGEL NO LUCK - 3D - 第5話（2009年11月4日、テレビ東京） - 翔太 役
- ハガネの女（2010年、テレビ朝日） - 西置雪哉 役
- さくら心中（東海テレビ、2011年1月）- 11歳の宗形勝 役
- 11人もいる!（2011年、テレビ朝日） - 真田一男（幼少） 役
- イタズラなKiss2 〜Love in TOKYO（2014年、フジテレビ） - 入江裕樹（少年） 役
- プレミアムドラマ その日のまえに（2014年3月、NHK）
- 就活家族〜きっと、うまくいく〜（2017年） - 佐藤久志 役

### バラエティー
- 中居正広の金曜のスマたち〜金スマ波瀾万丈〜（2004年2月）
- 午後は○○おもいっきりテレビ〜今日は何の日?〜（2004年2月）
- いつみても波瀾万丈（2004年2月）
- 双方向クイズにっぽん力（2007年4月、NHK）
- 行列のできる法律相談所（2008年4月）
- アメトーーク!（2008年4月）
- 痛快TV スカッとジャパン（2016年10月3日、フジテレビ）

### CM
- マクドナルド（2004年）
- 丸大食品 仮面ライダーソーセージ（2006年）
- イオン イオンフェスティバル（2007年）
- バンダイ デジタルウオッチ付トレーナー（2007年）
- 全国共済農業協同組合連合会 医療共済（2008年）
- バンダイ キャラデコスペシャルデー ゴーオンジャー（2008年）
- LION（2008年）
- JA共済（2008年）
- HITACHI（2009年）
- バンダイ（2009年）
- マクドナルド（2010年）
- インテル（2010年）
- セガトイズ（2010年）
- 拓人スクールIE（2011年）
- トンボ学生服「飛び立つ、君へ。」篇（2014年1月 - ）

### PV
- May J.「本当の恋」
- 保村真咲「春、うららかに」×代々木ゼミナール学校案内ムービー